# 福井鉄道600形電車
福井鉄道600形電車（ふくいてつどう600がたでんしゃ）は、1997年（平成9年）に登場した福井鉄道の電車である。本稿では、600形の2両編成タイプである610形電車についても記す

## 600形

### 概要
600形は両運転台の電動車。同車は元名古屋市交通局名城線の1100・1200形で、下記の改造を受け、老朽化した旧型車置き換えのため、1997年（平成9年）に601、1998年（平成10年）に602の1両ずつが入線した。601については1997年12月26日より営業運転を開始している。2023年（令和5年）10月現在、602の1両が北府車庫にイベント用として保管されている。
当鉄道への導入に際し、名鉄住商車輌工業岐阜工場にて、以下の改造が行われている。
- 両運転台化。連結面側の車体の窓2つ分を切り取り、別の車輌の運転台部分を接合した[1]。
- 客用ドアを片側2箇所に減ずる。中央のドアを埋め、新たに2つの窓を設置した[1]。
- 架線集電式に改造。名城線は第3軌条集電式電化であったため、屋上にパンタグラフを新設、母線を引き通した[1]。
- 台車・主電動機の変更。豊橋鉄道1900系電車に使われていた元国鉄のDT21形台車、およびMT46形電動機への交換。
- 冷房化改造[1]。台車と同じく豊橋鉄道1900系電車に使われていた集約分散式の三菱電機・CU-127を2機搭載している。
- ワンマン化改造。自動放送装置の交換等が実施された。

塗装デザインは601号導入の年に公募された中から、地元丹南高校からの案が採用されている。車内の座席はロングシートであり、種車が同じである高松琴平電気鉄道600形・700形は、荷棚が設置されたのに対し、こちらは設置されていない。
2004年（平成16年）10月1日改正では、もっぱら平日・土曜日の朝に神明駅→田原町駅間の片道（戻りは回送・神明駅で留置）に使用されていた。
1両運行で収容能力に問題があるため、2006年（平成18年）4月1日からの低床電車の導入により、定期の運用が廃止された。定期運用廃止後も車両そのものの使用はあり、2006年（平成18年）6月14日には福井大学と大研化学工業株式会社の共同研究によるリチウムイオン二次電池の試験車両として、602号が使用された。
その後の602号は、2007年（平成19年）から7 - 8月のイベント電車である「福鉄ビア電号」、2009年（平成21年）12月からは年末年始の忘年会・新年会用「居酒屋電車」として使用され（ビア電運用自体は、600形入線時から610形入線までにも行われていた。）、2010年（平成22年）12月に「福鉄急行色」に塗り替えられている。
2013年3月のF1000形第1編成導入を前にして、車庫のスペース確保のために601号車は2012年12月19日に廃車となり、解体のために伏木駅に隣接する日本車両リサイクル（現 日本総合リサイクル）株式会社の工場へ陸送された。602号車についてはF1000形の導入完了後も予備車として在籍していたが、2018年に引退した。以降は北府車庫に留置されていたが、2023年10月の福武線100周年イベントの際に白帯のない福鉄旧標準色に塗り替えられて展示され、自走しない状態でイベント展示用の車両となっていることが明らかにされた。翌2024年には、同車の運転台に福井鉄道の運転シミュレータが設置された。

### 主要諸元
- 車体構造：鋼製
- 最高速度：75km/h[1]
- 自重：30.3t
- 全長：15,580 mm[1]
- 全幅：2,765 mm
- 全高：4,100 mm
- 定員：92名（座席定員：40名）
- 主電動機：MT46A ×4
- 制御方式：抵抗制御・直並列組み合わせ
- 制動装置：SME-3（非常弁付直通制動）

## 610形

### 概要
610形は600形を2両編成とした連結車である。同じく名古屋市交通局名城線の1200形を種車としている。600形とほぼ同様の改造を行なった後、1999年（平成11年）にモハ610＋クハ610の2両1編成が導入された。
片運転台のため定員が多い以外は、外装・内装とも600形とほぼ変わりない。連結面脇の座席は、優先席指定の座席が灰色の表皮で区別されている。塗装の基本デザインも600形と同じであるが、2005年（平成17年）11月下旬より全面広告車となっていた。
2007年（平成19年）にはかつて300形が纏っていた、白色ベースの塗装となった。
2018年（平成30年）にF1000形が導入されるため廃車、解体された。

### 主要諸元
- 車体構造：鋼製
- 自重：30.3t（モハ）・25.3t（クハ）
- 全長(1両)：15,580 mm
- 全幅：2,765 mm
- 全高：4,100 mm（モハ）・3,890 mm（クハ）
- 車両定員：100名（座席定員：46名）
- 主電動機：MT46A ×4
- 制御方式：抵抗制御・直並列組み合わせ
- 制動装置：SME-3(非常弁付直通制動)

## 車番の変遷
| 福鉄車番 | 名古屋時代 |
| -------- | ---------- |
| モハ601  | 1111(1112) |
| モハ602  | 1201(1202) |
| モハ610  | 1204       |
| クハ610  | 1203       |

※( ) 内は運転台の流用元車。